# 橋本将
橋本 将（はしもと たすく、1976年5月1日 - ）は、愛媛県宇和島市出身の元プロ野球選手（捕手）。右投左打。

## 経歴

### プロ入り前
愛媛県立宇和島東高等学校に在学中は、2年時に平井正史とバッテリーを組む。1994年の第66回選抜高等学校野球大会に出場し、ベスト8まで進出。夏も甲子園に出場、高校通算40本塁打の強打力を買われ、1994年度ドラフト会議にて、千葉ロッテマリーンズから3位指名を受けて入団。高校の1学年上に岩村敬士、1学年下に宮出隆自、2学年下に岩村明憲がいた。

### ロッテ時代
2000年は二軍時代から組んでいた小野晋吾とのバッテリーを中心に、77試合に出場。課題とされたスローイング技術も山中潔の指導によって飛躍的に向上を遂げる。当時の正捕手は清水将海だったが打撃に難があったため、高校時代から打力があった橋本や里崎智也が起用される機会も多かった。打順も清水が8番か9番に固定されていた一方、橋本や里崎はこの時期からクリーンアップを打つこともあった。
ボビー・バレンタインが9年ぶりに監督に復帰した2004年からは、相手先発などに合わせて左打ちの橋本と右打ちの里崎が併用されるのが基本方針となった。この年は橋本が正捕手に最も近い存在で自己最多の93試合出場、13本塁打を記録した。2005年は逆に里崎が正捕手格になり、橋本の先発試合は相手先発が右投手の時に限られた（ただし先発が右投手の時も里崎が先発することもあった）ために出場数は72試合だったが、高い出塁率やしぶとい打撃、安定感のあるリードで投手陣を支え、出場試合での勝率・防御率では正捕手を争う里崎を凌いだ。明るく積極的な里崎、地味ながら堅実に貢献した橋本という、対極的かつ個性・実力ある二人の捕手の併用は、この年にロッテが31年ぶりのリーグ優勝・日本一に輝いた原動力の一つで、バレンタイン独特の選手起用術「ボビー・マジック」の象徴とも言える。この年から始まったアジアシリーズでは日本人第1号本塁打を放った。もともと安打数の割に四球が多いのも特徴だったが、この年は52安打に対してほぼ同数の48四球を選んでいる。その結果、打率は里崎よりも5分近く低いが、出塁率は逆に橋本の方が3分以上高くなった。
里崎が規定打席に到達した2006年・2007年は不本意な成績で、2006年は打率が1割5分を切り2007年は本塁打0であった。ただし、この頃からベニー・アグバヤニなどの外国人野手の成績が下降基調になってきたこともあり、相手先発が右投手の時に指名打者として起用されることが多くなっていく。
2008年は里崎が開幕早々に故障して指名打者で起用されたため、序盤戦は橋本が正捕手を務めた。チーム全体が開幕から打撃不振だったことと、5月4日に里崎が故障の悪化によって降格したことから、5月7日の対オリックス・バファローズ戦では初めて4番で先発出場した。ところが、4番2試合目となった5月9日の対楽天イーグルス戦で負傷退場して約2ヵ月間の戦線離脱、さらに同日には第3捕手の田中雅彦も登録抹消されていたため、9日が一軍初出場だった金澤岳がしばらく先発出場せざるを得なくなり、チームがこの時期大きく負け超す一因となった。復帰後は7月24日の対北海道日本ハムファイターズ戦で先発ダルビッシュ有から先制決勝満塁本塁打、9月7日の対福岡ソフトバンクホークス戦では守護神馬原孝浩から同点満塁本塁打を放つなど、徐々に復調していった。前半戦の出遅れが響いてチームはこの年4位に終わったが、最終的には打率.311、11本塁打、55打点と自己最高の成績を挙げ、出塁率も4割を超え長打力と選球眼を併せ持った橋本らしさを発揮した一年となった。また、同年に国内FA権を取得し、捕手のFA選手は貴重であることに加え、橋本は移籍した場合ロッテへの補償が不要な年俸Cランクだったこともあって注目選手の一人に挙げられていたが、バレンタインからの強い慰留を受け、FA宣言せずにロッテに残留した。
2009年は再び里崎が正捕手的な立場になり、橋本は指名打者としての出場が主になったが、シーズン初本塁打が9月になるなど不調で、自己最多の94試合に出場したものの打撃成績は前年よりも大きく落ち込んだ。この年は海外FA権を取得したが、シーズン終了後の11月10日に正捕手として出場できる環境を求めてFA宣言。これに対しこの年捕手で一番多く試合に出たのが新人の細山田武史だったなど、深刻な捕手難だった横浜ベイスターズが獲得に動き、27日に年俸7500万円＋出来高の2年契約で横浜入団が発表された。背番号は10。FA宣言前には阪神タイガースも獲得に動くことを予想する報道があったが、阪神は同年オフに城島健司を獲得しており、宣言後に獲得に動いた球団は横浜しかなかった。当時、橋本自身は横浜の印象を「現状はBクラスだが、変わろうとしている。打線の中軸はしっかりしているし、下位がつながれば面白い」と見ていた。横浜も当時、捕手最年長の野口寿浩が38歳で、それに次ぐ新沼慎二は30歳（通算67試合出場）だったことから、当時33歳だった橋本（通算684試合出場）には経験の豊富さに加え、中堅としてベテラン・若手の橋渡し役としての役割が期待されていた。

### 横浜時代
2010年は正捕手として開幕を迎えたが、打撃の調子が上がらず盗塁も全く刺せないなど、攻守ともに振るわなかった。次第に細山田や武山真吾に先発出場を譲る試合が多くなっていたところへ、4月23日に右肋骨骨折で登録抹消。6月9日に一軍復帰したが、その後も橋本が不在の間に結果を残した武山が主戦捕手となったため出番は限られ、さらに2度の降格を経験した。同年のチームは、55年ぶりのシーズン95敗を喫して3年連続でセ・リーグ最下位に終わり、橋本自身もオフの契約更改で「みんながやりたい放題。こんなチームがあったのか、と思った」「試合中、ベンチにいる選手が少なすぎる。ありえないことが当たり前になっている」とチーム体質に苦言を呈した上で、球団に対し、選手と首脳陣の間でコミュニケーションが不足していることを指摘していた。また、周囲に対し「やっぱり（横浜への移籍は）間違いだった」と漏らしていたことも報じられている。オフに背番号をロッテ時代に着けていた33に戻すことが発表された。
2011年はシーズン開幕前に悪化した持病の腰痛の回復が遅れたこともあって1999年以来12年ぶりに一軍出場なしに終わり、10月9日に戦力外通告を受けた。橋本は現役続行を希望していたが、シーズン終了後に腰ヘルニアの手術を受けた影響で12球団合同トライアウトは受験できなかった。

### 独立リーグ時代
2012年2月9日に、橋本の出身地である愛媛県にある愛媛マンダリンパイレーツへの入団が発表された。愛媛では元NPB選手として若い選手にアドバイスをおこない、監督の星野おさむからは「練習への取り組むひとつとっても若い選手のいいお手本になった」と評された。橋本自身は「指導する立場を経験できたのは今後の野球人生にプラスになる」と述べている。2012年のシーズンで愛媛を退団。この年の合同トライアウトを受験したが獲得に動く球団はなく、12月9日に現役引退を表明。

### 現役引退後
現役引退後は韓国の人気シューズブランド「アイラブフラット」のフランチャイズ店の店長として御徒町駅前で働いていた。また、元同僚である立川隆史のブログにも掲載されている。
2016年の学生野球資格回復研修を受講した上で、翌2017年2月7日に日本学生野球協会より学生野球資格回復の適性認定を受けたことにより、学生野球選手への指導が可能となった。
その後は小中学生への指導を行っており、吉川美南ボーイズのコーチ・監督、市川シニアのコーチ等を歴任した。

## 選手としての特徴・人物
勝負強い強打の捕手。高い打撃力を買われて指名打者としても多く出場していた。守備面はあまり肩が強い方ではなく、捕球してから直ぐに投げることでカバーしていた。ロッテ時代は小野晋吾と相性が良く、専属捕手を務めた。また、清水将海や里崎智也らと併用されることが多かったため、完全なレギュラー定着とはならなかったものの、チームに欠かせない存在であった。
ロッテ時代は同学年で同じ捕手である里崎智也とライバルとして競い合っていた。橋本は「里崎に負けたくないという気持ちがあったから、頑張れたところもある。刺激し合って、お互い成長できたのではないかと思う。里崎がいなければ今の自分はなかった」と語っている。
ロッテ時代の2005年は監督のボビー・バレンタインが当時の球界で一般的でなかったスタメン捕手を右打ちの里崎智也と左打ちの橋本を相手先発に応じて使い分けるツープラトン体制が成功し、チームは31年ぶりの日本一を果たす。この事に橋本は「周りからいろいろ言われたけど、自分は割り切っていた。チームも勝てていたし、そこに不満はなかった。スタメンを外れた時は、学べるいい機会だと思って里崎のリードを見ていたし、前向きに捉えていた」と振り返っている。
ロッテ時代にバッテリーコーチの山中潔から捕手としての基礎を教わり、また、弱点であったスローイングの改善に尽くしてくれたことから山中を恩師として慕っている。橋本は「山中さんがいなかったら、自分はとっくに引退していたと思う」と語っている。
横浜時代、2010年オフの契約更改の席では、史上初の3年連続90敗・チームとしては55年ぶりの95敗を喫した球団に対し、変革を求めるべく発言をした。
DEENのボーカル池森秀一とは大親友である。

## 詳細情報

### 年度別打撃成績
| 年 度      | 球 団      | 試 合 | 打 席 | 打 数 | 得 点 | 安 打 | 二 塁 打 | 三 塁 打 | 本 塁 打 | 塁 打 | 打 点 | 盗 塁 | 盗 塁 死 | 犠 打 | 犠 飛 | 四 球 | 敬 遠 | 死 球 | 三 振 | 併 殺 打 | 打 率 | 出 塁 率 | 長 打 率 | O P S |
| ---------- | ---------- | ----- | ----- | ----- | ----- | ----- | -------- | -------- | -------- | ----- | ----- | ----- | -------- | ----- | ----- | ----- | ----- | ----- | ----- | -------- | ----- | -------- | -------- | ----- |
| 1995       | ロッテ     | 2     | 2     | 2     | 0     | 0     | 0        | 0        | 0        | 0     | 0     | 0     | 0        | 0     | 0     | 0     | 0     | 0     | 1     | 0        | .000  | .000     | .000     | .000  |
| 1997       | ロッテ     | 29    | 69    | 59    | 3     | 7     | 2        | 0        | 0        | 9     | 4     | 0     | 0        | 2     | 1     | 6     | 0     | 1     | 15    | 0        | .119  | .209     | .153     | .361  |
| 2000       | ロッテ     | 77    | 222   | 196   | 17    | 42    | 12       | 0        | 2        | 60    | 26    | 0     | 0        | 1     | 2     | 21    | 0     | 2     | 55    | 1        | .214  | .294     | .306     | .600  |
| 2001       | ロッテ     | 47    | 111   | 95    | 12    | 26    | 8        | 1        | 3        | 45    | 12    | 0     | 0        | 3     | 0     | 12    | 0     | 1     | 20    | 2        | .274  | .361     | .474     | .835  |
| 2002       | ロッテ     | 29    | 41    | 34    | 3     | 6     | 1        | 0        | 1        | 10    | 3     | 0     | 0        | 0     | 0     | 7     | 1     | 0     | 11    | 0        | .176  | .317     | .294     | .611  |
| 2003       | ロッテ     | 41    | 93    | 78    | 4     | 15    | 2        | 1        | 1        | 22    | 8     | 0     | 1        | 1     | 2     | 12    | 1     | 0     | 25    | 0        | .192  | .293     | .282     | .576  |
| 2004       | ロッテ     | 93    | 315   | 281   | 39    | 62    | 13       | 1        | 13       | 116   | 38    | 0     | 2        | 6     | 3     | 24    | 2     | 1     | 54    | 5        | .221  | .282     | .413     | .694  |
| 2005       | ロッテ     | 72    | 255   | 202   | 36    | 52    | 13       | 0        | 7        | 86    | 31    | 1     | 1        | 1     | 3     | 48    | 1     | 1     | 46    | 2        | .257  | .398     | .426     | .823  |
| 2006       | ロッテ     | 44    | 115   | 103   | 6     | 15    | 1        | 1        | 2        | 24    | 8     | 0     | 1        | 1     | 0     | 10    | 1     | 1     | 33    | 0        | .146  | .228     | .233     | .461  |
| 2007       | ロッテ     | 63    | 141   | 118   | 15    | 25    | 4        | 1        | 0        | 31    | 4     | 0     | 1        | 0     | 2     | 21    | 0     | 0     | 38    | 1        | .212  | .326     | .263     | .589  |
| 2008       | ロッテ     | 93    | 329   | 280   | 34    | 87    | 28       | 1        | 11       | 150   | 55    | 1     | 0        | 2     | 2     | 45    | 3     | 0     | 58    | 4        | .311  | .404     | .536     | .939  |
| 2009       | ロッテ     | 94    | 288   | 252   | 19    | 59    | 14       | 0        | 2        | 79    | 27    | 0     | 0        | 1     | 2     | 32    | 1     | 1     | 80    | 3        | .234  | .321     | .313     | .634  |
| 2010       | 横浜       | 43    | 148   | 134   | 13    | 33    | 3        | 1        | 2        | 44    | 13    | 0     | 0        | 0     | 0     | 13    | 5     | 1     | 40    | 3        | .246  | .318     | .328     | .646  |
| 通算：13年 | 通算：13年 | 727   | 2129  | 1834  | 201   | 429   | 101      | 7        | 44       | 676   | 229   | 2     | 6        | 18    | 17    | 251   | 15    | 9     | 476   | 21       | .234  | .326     | .369     | .695  |

### 年度別守備成績
| 年度 | 試合 | 刺殺 | 補殺 | 失策 | 併殺 | 捕逸 | 守備率 | 企図数 | 許盗塁 | 盗塁刺 | 阻止率 |
| ---- | ---- | ---- | ---- | ---- | ---- | ---- | ------ | ------ | ------ | ------ | ------ |
| 1995 | 1    | 1    | 0    | 0    | 0    | 0    | 1.000  | 0      | 0      | 0      | -      |
| 1997 | 29   | 128  | 13   | 1    | 1    | 2    | .993   | 22     | 18     | 4      | .182   |
| 2000 | 77   | 362  | 35   | 4    | 4    | 7    | .990   | 51     | 33     | 18     | .353   |
| 2001 | 37   | 149  | 13   | 5    | 3    | 4    | .970   | 24     | 16     | 8      | .333   |
| 2002 | 16   | 51   | 7    | 1    | 0    | 0    | .983   | 6      | 2      | 4      | .667   |
| 2003 | 32   | 125  | 13   | 1    | 1    | 0    | .993   | 24     | 20     | 4      | .167   |
| 2004 | 88   | 488  | 38   | 3    | 5    | 1    | .994   | 53     | 35     | 18     | .340   |
| 2005 | 68   | 374  | 20   | 2    | 5    | 3    | .995   | 24     | 18     | 6      | .250   |
| 2006 | 30   | 171  | 7    | 2    | 3    | 0    | .989   | 16     | 14     | 2      | .125   |
| 2007 | 28   | 127  | 11   | 1    | 3    | 0    | .993   | 18     | 12     | 6      | .333   |
| 2008 | 69   | 130  | 24   | 2    | 3    | 1    | .987   | 51     | 42     | 9      | .176   |
| 2009 | 35   | 213  | 11   | 0    | 1    | 3    | 1.000  | 19     | 16     | 3      | .158   |
| 2010 | 40   | 243  | 14   | 3    | 4    | 0    | .988   | 32     | 28     | 4      | .125   |
| 通算 | 550  |      |      | 27   |      |      |        | 340    | 254    | 86     | .253   |

### 記録
NPB
- 初出場：1995年7月1日、対日本ハムファイターズ15回戦（東京ドーム）、7回表に定詰雅彦の代打で出場
- 初先発出場：1997年8月29日、対日本ハムファイターズ19回戦（千葉マリンスタジアム）、8番・捕手で先発出場
- 初安打・初打点：1997年9月6日、対西武ライオンズ23回戦（千葉マリンスタジアム）、4回裏に新谷博から
- 初本塁打：2000年7月29日、対日本ハムファイターズ17回戦（旭川スタルヒン球場）、2回表に関根裕之から
- 初盗塁：2005年4月18日、対北海道日本ハムファイターズ4回戦（札幌ドーム）、3回表に二盗（投手：江尻慎太郎、捕手：中嶋聡）

### 独立リーグでの打撃成績
| 年 度     | 球 団     | 試 合 | 打 数 | 得 点 | 安 打 | 二 塁 打 | 三 塁 打 | 本 塁 打 | 打 点 | 盗 塁 | 犠 打 | 犠 飛 | 四 球 | 死 球 | 三 振 | 打 率 |
| --------- | --------- | ----- | ----- | ----- | ----- | -------- | -------- | -------- | ----- | ----- | ----- | ----- | ----- | ----- | ----- | ----- |
| 2012      | 愛媛      | 63    | 199   | 33    | 55    | 12       | 0        | 4        | 34    | 0     | 0     | 4     | 52    | 3     | 35    | .276  |
| 通算：1年 | 通算：1年 | 63    | 199   | 33    | 55    | 12       | 0        | 4        | 34    | 0     | 0     | 4     | 52    | 3     | 35    | .276  |

### 背番号
- 60 （1995年 - 1997年）
- 33 （1998年 - 2009年、2011年）
- 10 （2010年、2012年）

### 登場曲
- 爆勝宣言（橋本真也入場曲）